# Mijo Jurić
Mijo Jurić (Drijenča, općina Lopare, kotar Tuzla, 27. svibnja 1953.), hrvatski disident, pisac i publicist iz BiH. Živi i radi u Austriji. Po struci reklamni grafičar (Werbegrafiker).

## Životopis
Rođen je u Drijenči kao najstarije od sedmoro djece u snažnoj katoličkoj obitelji. U obližnoj Šibošnici pohađao osnovnu školu (do 5. razreda) a nastavio u Tuzli (Solina), koju je završio 1968. godine. U Bolu na Braču je pohađao dominikansku Klasičnu gimnaziju. Jeseni 1970. otišao je iz Bola i nastavio školovati se na tuzlanskoj Realnoj gimnaziji. Zbog inzistiranja na uporabi hrvatskoga jezika u toj gimnaziji izbačen je iz nje.
U školskom uratku napisao je "točno", a profesor je to smatrao pogreškom. Jurić je zbog toga dobio manju ocjenu. Od Jurića je tražio da napiše "tačno", što je izrevoltirani Jurić odbio. Zbog toga su ga izbacili iz gimnazije. Iz škole je izbačen 1970. godine.  Uslijedile su dramatične situacije gdje je gotovo bio u pogibelji. U dječačkom zanosu iz revolta prema tadašnjem komunističkom režimu s kojim se nikada nije slagao, napisao je čak i nekoliko antidržavnih parola u blizini Tuzle pa je zbog toga uhićen te osuđen kao državni neprijatelj na tri godine stroge robije. 
Otišao je u Zagreb gdje je nastavlja školu dopisnim školovanjem kao đak Gimnazije u Križanićevoj ulici. Zatim se priključio studentskome pokretu za samostalnost Hrvatske. Mladenački san bilo mu je državno zajedništvu Hrvatske i Bosne i Hercegovine. Sudbonosnoga Hrvatskoga proljeća 1971. godine priključio se studentima, radnicima i inim borcima za slobodu Domovine. Bio je uhićen u Tuzli i odveden iz zavičaja.
Uspio mu je bijeg u inozemstvo te je u zatvoru proveo tri mjeseca. Jurić je vješto nadmudrio mjesne doušnike i više graničnih kontrola te pobjegao u inozemstvo, nadajući se slobodi i zaštiti u demokratskim društvima, no brzo uvjerio u suprotno. Ocrnjeni Hrvati nisu dobro stajali u međunarodnom poretku, miljenici velesila Jugoslaviji sve je bilo dopušteno, pa su hrvatski emigranti bili suočeni s nezainteresiranošću policije i nasilju Udbe. U Beču živi od 1973. godine. Od 1974. do 1977. pohađao je bečku umjetničku školu (Wiener Kunstschule, Schwerpunkt Porträt).
Profesionalni agenti zagorčavali su život i njemu u Austriji i njegovoj obitelji u Tuzli. Kada je Tito umro 1980. danima su stražarili pred njegovom kućom u Tuzli i uz to je nekoliko puta dolazila austrijska policija u Beču.
Udba je bila autor monstruoznih optužbi protiv njega, zbog kojih je svojevremeno mogao biti osuđen na dugogodišnju robiju, i zbog kojih je godinama imao ogromne probleme. Obitelj mu je u Tuzli je sredinom 80-ih godina nadzirao susjed, koji je zadaću je dobio od Partije. U predvečerje velikosrpske agresije na 'bratske republike', u beogradskim novinama Ekspres Politika izašao je članak pamflet Ustaški tandem. U njemu su se obrušili na kasnijeg ministra obrane Republike Hrvatske Gojka Šuška i njegova tadašnjega zamjenika Ivana Milasa. U istom članku Jurića spominju kao ekstremnog ustaškoga emigranta, člana HOP-a (Hrvatskoga osloboditeljskog pokreta) i financijera Milasova lokala u Beču "Agram-Grill". Jurić je spontano napisao svoju knjigu. Nastala je kao odgovor na neke podvale iz udbaških dosjea koje je konstruirala sama UDBA, a koji su objavljivani 2000-ih u Hrvatskoj i BiH. Bili su tako bezočno sročeni da bi čitatelj mogao pomisliti da se radi u najmanju ruku kao o teroristu. 
Životnu sudbinu opisao je u svojoj knjizi svojih uzničkih uspomena "Osamnaesto proljeće", svjedočanstvu vremena koje nije bilo sklono slobodi, a hrvatstvu ponajmanje, jer su, jugokomunističkoj inkviziciji smetala i najmanja očitovanja te i takve nacionalne pripadnosti. U to doba nije bilo lako biti Hrvatom, ni u Hrvatskoj a ni poglavito u Bosni i Hercegovini. Mnoge su hrvatske hercegovačke i bosanske obitelji, ako su željele da im obrazovni sustav ne odnarodi i indoktrinira djecu, bile prisiljene svoju darovitu djecu slati u zavode za odgoj svećenika, jer su ondje stjecala dobru naobrazbu, čvrsta načela te razvijala hrvatsku nacionalnu svijest. Predgovor njemačkom izdanju Jurićeve knjige Wölfe im Frühling - Ein Leben im Zeichen der Diktatur napisao je Alois Mock, a pogovor Hannes Swoboda.

## Vanjske poveznice
- Proljeće1971.com[neaktivna poveznica] Radio emisija -

gostovanje na Radiju Soli
- Prospekt  Arhivirana inačica izvorne stranice od 22. ožujka 2011. (Wayback Machine)
- Gradovrh.com Mijo Jurić: Ulomci uzničkih uspomena (Objavljeno u Hrvatskoj književnoj reviji "Marulić", 6/06)
- Grb župe Drijenča, napravljen na prijedlog Mije Jurića
- Hrvatski glasnik[neaktivna poveznica]  srpanj-kolovoz 2012.